# چیبا (شهر)

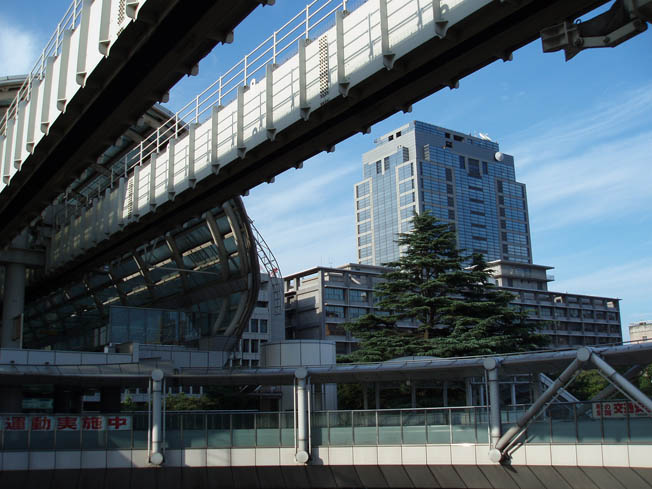
چیبا.

چیبا (به ژاپنی: 千葉市) یکی از شهرهای ژاپن و مرکز استان چیبا می‌باشد. این شهر تقریباً در ۴۰ کیلومتری شرق مرکز شهر توکیو واقع شده‌است. شهر چیبا در سال ۱۹۹۲ به‌عنوان یکی از شهرهای منتخب توسط حکم دولتی شناخته‌شد. جمعیت این شهر در سال ۲۰۰۸ بالغ بر ۹۶۰٬۰۰۰ برآورد شده‌است.